# Drum and bass

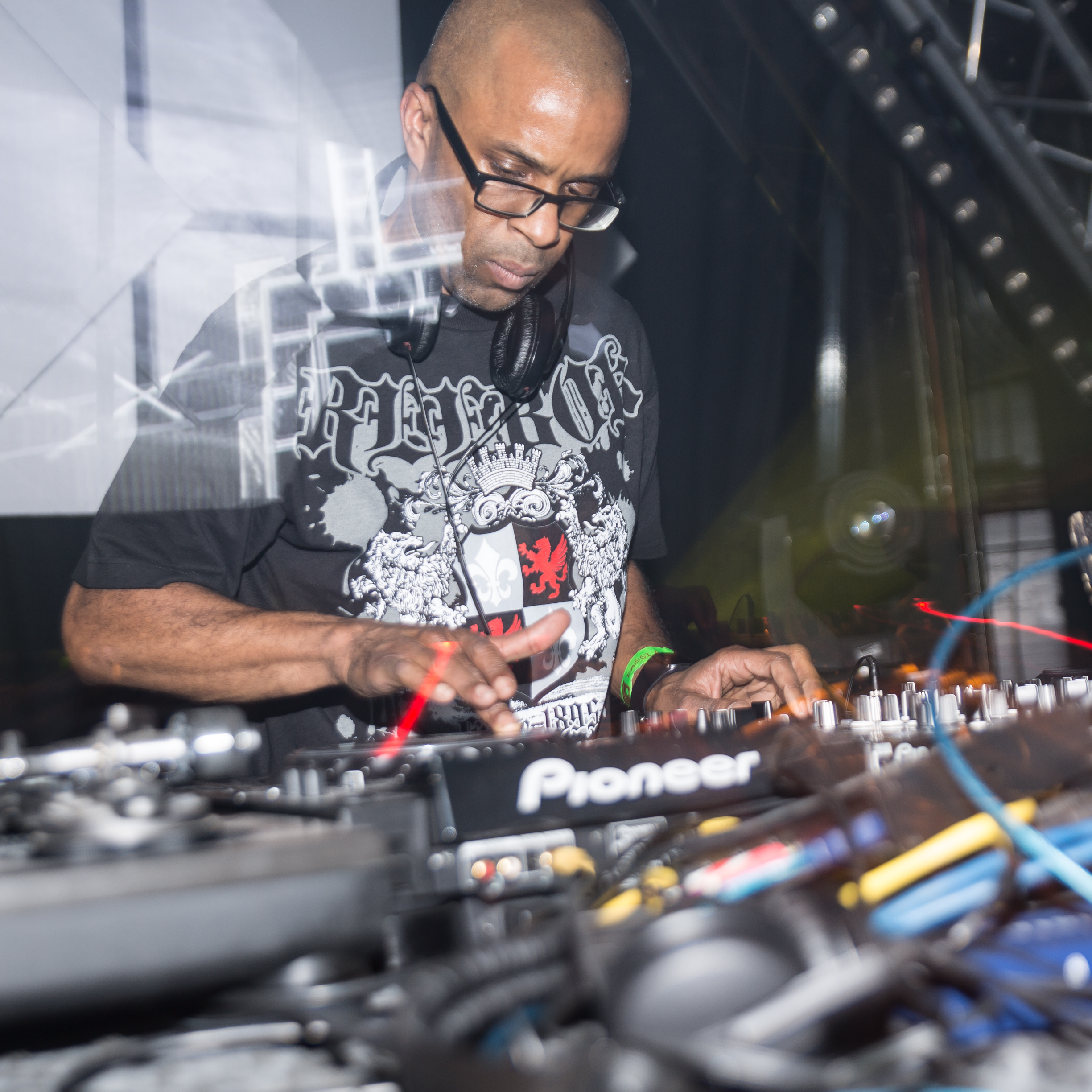
DJ Dextrous, một người tiên phong trong những ngày đầu của nhạc jungle, đang thể hiện kỹ năng trong buổi biểu diễn ở Thụy Sĩ vào năm 2015.

Drum and bass (thường viết tắt là DnB, D&B, hoặc D'n'B) là một thể loại nhạc điện tử đặc trưng với các nhịp trống nhanh (thông thường 165–185 nhịp mỗi phút) với các dòng âm bass và sub-bass mạnh, sample và synthesizer. Thể loại âm nhạc này phát triển và tách ra từ dòng nhạc jungle ở Anh Quốc trong những năm 1990.